# حمام ملارحیم
حمام ملارحیم مربوط به دوره قاجار است و در شهرستان سامان، بخش مرکزی، شهر سامان، میدان سیبه (ملارحیم) واقع شده و این اثر در تاریخ ۲۵ آبان ۱۳۸۷ با شمارهٔ ثبت ۲۳۸۲۲ به‌عنوان یکی از آثار ملی ایران به ثبت رسیده است.